# Krvavý a Kačležský rybník
Krvavý a Kačležský rybník este o arie protejată (arie specială de conservare — SAC, sit de importanță comunitară — SCI) din Republica Cehă întinsă pe o suprafață de 561,67 ha, integral pe uscat.

## Localizare
Centrul sitului Krvavý a Kačležský rybník este situat la coordonatele 49°06′41″N 15°06′26″E / 49.111389°N 15.107222°E.

## Înființare
Situl Krvavý a Kačležský rybník a fost declarat sit de importanță comunitară în aprilie 2005 pentru a proteja 2 specii de animale. Situl a fost protejat și ca arie specială de conservare în iunie 2015.

## Biodiversitate
Situată în ecoregiunea continentală, aria protejată nu include niciun habitat protejat.
La baza desemnării sitului se află mai multe specii protejate:
- mamifere (1): vidră de râu (Lutra lutra)
- pești (1): zvârluga (Cobitis taenia)